# میریا موسکوسو
میریا موسکوسو (انگلیسی: Mireya Moscoso؛ زادهٔ ۱ ژوئیهٔ ۱۹۴۶) سیاست‌مدار اهل پاناما است. وی از ۱ سپتامبر ۱۹۹۹ تا ۱ سپتامبر ۲۰۰۴ رئیس‌جمهور پاناما بود. او اولین زنی است که در تاریخ این کشور به مقام ریاست‌جمهوری می‌رسد.